# Gulyás Andrea (államtitkár)
Gulyás Andrea (Budapest, 1971. január 31. –) magyar igazgatásszervező és kormánytisztviselő, a Földművelésügyi Minisztérium közigazgatási államtitkára.

## Élete
Tápióságon járt általános iskolába és Budapesten a Kafka Margit Gimnáziumban érettségizett. Az Államigazgatási Főiskolán szerzett igazgatásszervezői diplomát. 1993-ban a Budapest Főváros V. kerület Önkormányzatánál kezdett el dolgozni, majd 1993 és 1999 között a Belügyminisztériumba került. 1999-től 2010-ig a Honvédelmi Minisztérium különböző beosztásaiban tevékenykedett polgári alkalmazottként. 2002-2005 között a Honvédelmi Minisztérium Nemzetközi és Rendezvényszervező Hivatal kiküldöttjeként Brüsszelben a NATO központjában dolgozott.  
2010-ben került a Vidékfejlesztési Minisztériumba, ahol osztályvezető, titkárságvezető, kabinetfőnök, majd kinevezését követően 2015. december 10-től a Földművelésügyi Minisztérium közigazgatási államtitkáraként végez közszolgálatot.